# Sphaerotheca strachani
Sphaerotheca strachani är en groddjursart som först beskrevs av Murray 1884.  Sphaerotheca strachani ingår i släktet Sphaerotheca och familjen Dicroglossidae. Inga underarter finns listade i Catalogue of Life.